# مسبار الأمل

مشروع الإمارات لاستكشاف الفضاء

مشروع الإمارات لاستكشاف المريخ واختصارًا يُعرف المشروع باسم مسبار الأمل أو مهمة مسبار الأمل هي مهمة لاستكشاف الفضاء، انطلقت في 20 يوليو 2020 إلى المريخ. بُني المسبار في مركز محمد بن راشد للفضاء، وشارك فيه تطويره جامعة كولورادو بولدر، وجامعة ولاية أريزونا وجامعة كاليفورنيا بيركلي. الغرض من المسبار هو دراسة دورات الطقس اليومية والموسمية، وأحداث الطقس في الجو المنخفض مثل العواصف الترابية، وكيفية تغير الطقس في مناطق المريخ المختلفة. وسيُستخدم المسبار لمحاولة الإجابة عن الأسئلة العلمية حول سبب فقدان الغلاف الجوي للمريخ الهيدروجين والأكسجين في الفضاء والسبب وراء التغيرات المناخية الشديدة في المريخ. من المتوقع وصول المسبار إلى مداره حول المريخ في فبراير 2021 ويتزامن ذلك مع احتفالات الإمارات بيوبيلها الذهبي لمرور 50 عامًا على إعلان اتحاد الإمارات.
انطلق المسبار بالصاروخ إتش-2 أيه الياباني الثقيل، ويحمل المسبار عددًا من أجهزة الاستشعار. ومن اللحظات الفارقة التي ستشاهد عند الإطلاق هو العد التنازلي، الذي سيكون باللغة العربية للمرة الأولى، في إشارةٍ تحمل دلالات واضحة على عروبيّة هذا الإنجاز، في حين يتوقع أن تستغرق الرحلة الفضائية قرابة 7 أشهر، ليصل المسبار لمداره على الكوكب الأحمر، حيث يبدأ في التقاط أولى صوره العالية الجودة لسطح المريخ بحلول فبراير 2021، تزامنًا مع الذكرى 50 لقيام اتحاد دولة الإمارات المتحدة العربية.
في 14 يوليو 2020، أعلنت وكالة الإمارات للفضاء ومركز محمد بن راشد للفضاء بالتعاون والتشاور مع شركة ميتسوبيشي للصناعات الثقيلة المسؤولة عن صاروخ الإطلاق، تأجيل موعد إطلاق «مسبار الأمل» بسبب الظروف الجوية في موقع الإطلاق في جزيرة تانيغاشيما اليابانية، والذي سيكون يوم الجمعة الموافق 17 يوليو 2020، في تمام الساعة: 12:43 بعد منتصف الليل بتوقيت دولة الإمارات، (16 يوليو 2020، في تمام الساعة 08:43 مساء بتوقيت غرينتش)، وذلك من مركز تانيغاشيما الفضائي في اليابان.
وفي 15 يوليو 2020 أعلنت وكالة الفضاء الإماراتية تأجيل انطلاق المسبار للمرة الثانية وذلك لسوء الأحوال الجوية، وبعدها في 16 يوليو 2020 تقرر مبدئياً أن يكون إطلاق المهمة في الفترة ما بين 20 و22 يوليو 2020 اعتماداً على تحسن الأجواء، وفي 17 يوليو 2020 أعلنت وكالة الإمارات للفضاء ومركز محمد بن راشد للفضاء أنه تقرر مبدئياً أن يكون إطلاق مهمة الإمارات للمريخ في 20 يوليو 2020 في تمام الساعة 01:58:14 بعد منتصف الليل (بتوقيت الإمارات)، 19 يوليو 2020 09:58:14 مساء (بتوقيت غرينيتش). دخل المسبار مدار المريخ يوم 9 فبراير 2021 في تمام الساعة 7:45 مساءً بتوقيت دولة الإمارات، لتكون الإمارات أول بلد عربي ينجح في ذلك وخامس وكالة فضائية حول العالم.

## نظرة عامة
مشروع الإمارات لاستكشاف المريخ هو أول مهمة تقوم بها دولة الإمارات العربية المتحدة لاستكشاف كوكب المريخ. صمم مسبار الأمل للدوران حول كوكب المريخ ودراسة طبيعة الغلاف الجوي للكوكب الأحمر على نطاق عالمي، وخلال فترات اليوم المختلفة وعلى مدار المواسم المتعاقبة.
باستخدام ثلاثة أجهزة على متن المسبار سيجمع مشروع الإمارات لاستكشاف المريخ مجموعة من القياسات الأساسية التي تساعد على تكوين فهم أعمق لكيفية دوران الغلاف الجوي وطبيعة الطقس في طبقتيهِ السفلى والوسطى. ثم يدمج الفريق هذه القياسات مع نتائج رصد الطبقة العليا من الغلاف الجوي، لتكشف هذه القياسات عن الأسباب الكامنة وراء فقدان الطاقة وهروب جسيمات الغلاف الجوي من جاذبية المريخ. في حين إذا نجحت، فستصبح أول مهمة إلى المريخ من قبل أي دولة ذات غالبية عربية أو إسلامية.
في تصميم وبناء المركبة الفضائية، تعاونت نائبة مديرة المشروع وقائدة العلوم، سارة الأميري، مع جامعة كولورادو بولدر، وجامعة كاليفورنيا، وجامعة ولاية أريزونا. مدير المشروع عمران شرف.
ولقد أطلق اسم الأمل عليه لأنه «يرسل رسالة تفاؤل للملايين من الشباب العربي»، ووفقا لتغريدة للشيخ محمد بن راشد آل مكتوم، نائب رئيس دولة الإمارات العربية المتحدة رئيس مجلس الوزراء، وزير الدفاع وحاكم إمارة دبي بدولة الإمارات العربية المتحدة، فإنه ذكر أن هذا المشروع جاء سعيا لتأهيل واحتضان الجيل الجديد من علماء الفلك والفضاء العرب، ولاستئناف جزء من الحضارة العربية العلمية.
تستغرق الرحلة المتوقعة للمسبار حوالي 200 يوم في رحلتها البالغة 60 مليون كيلومتر. عند الوصول إلى المريخ، ستدرس الغلاف الجوي للمريخ لمدة عامين. ومن المخطط أن تساعد أدواته في بناء «نماذج شاملة» للغلاف الجوي للمريخ. بالإضافة إلى أنه من المتوقع أن توفر البيانات بيانات إضافية عن خروج الغلاف الجوي إلى الفضاء الخارجي، وسيحمل الأمل ثلاثة أجهزة علمية لدراسة الغلاف الجوي للمريخ، والتي تشمل كاميرا رقمية للصور عالية الدقة اللون، ومطياف الأشعة تحت الحمراء التي من شأنها دراسة ملامح درجة الحرارة، والجليد، وبخار الماء في الغلاف الجوي، ومطياف الأشعة فوق البنفسجية التي ستدرس الغلاف الجوي العلوي وآثار الأكسجين والهيدروجين في الفضاء.

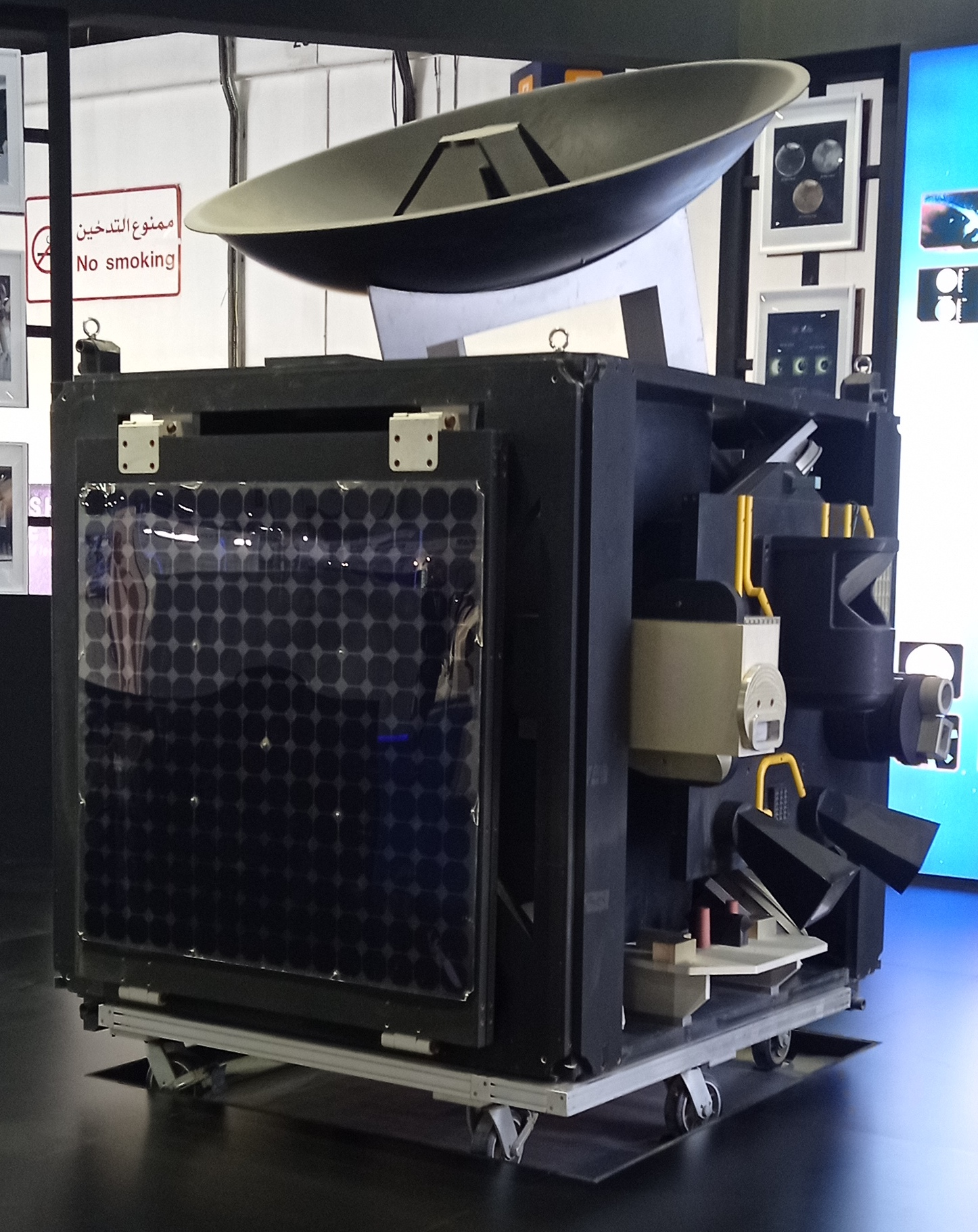
نموذج مجسم لمشروع الإمارات لاستكشاف المريخ معروض في المؤتمر الدولي للملاحة الفضائية 2021 في دبي، الإمارات العربية المتحدة.

وتعتبر المهمة من المهام الاستثمارية في الاقتصاد الإماراتي. وقد ذكر الشيخ محمد بن راشد آل مكتوم ثلاث رسائل عندما أعلن عن الرسالة: «الرسالة الأولى للعالم: أن الحضارة العربية لعبت ذات مرة دورًا كبيرًا في المساهمة في المعرفة الإنسانية، وستلعب هذا الدور مرة أخرى؛ الرسالة الثانية هي لإخواننا العرب: لا شيء مستحيل، وأننا نستطيع أن نتنافس مع أعظم الأمم في السباق على المعرفة والرسالة الثالثة هي لمن يسعون للوصول إلى أعلى القمم: لا تضع حدودًا لطموحاتك، ويمكنك أن تصل حتى إلى الفضاء».
عرض نموذج أولي لسفينة الأمل في معرض دبي للطيران في نوفمبر 2017. النموذج الأولي هو نموذج صمم لإعطاء فكرة عامة عن شكل المركبة الفضائية، في حين قال مدير المشروع عمران شرف إن المهمة في طريقها للانطلاق في يوليو 2020.
ويبلغ وزن مسبار الأمل حوالي 1350 كيلوغراما أي ما يعادل سيارة دفع رباعي صغيرة وقد قام بتصميمه وتطويره مهندسو مركز محمد بن راشد للفضاء بالتعاون مع شركاء أكاديميين في جامعة كولورادو في مدينة بولدر وجامعة ولاية أريزونا وجامعة كاليفورنيا في مدينة بيركلي.
من المقرر عقد المؤتمر الدولي للملاحة الفضائية 2020 في أكتوبر 2020 في دبي، بعد أيام من الإطلاق المتوقع لبعثة الأمل. في 24 أغسطس، أكدت الصور التي التقطتها مسبار الأمل الإماراتي أنه وصل إلى 100 مليون كيلومتر.

## الأهداف العلمية
إن هدف المهمة هي الكشف عن طبيعة الغلاف الجوي للمريخ، لأجل فهم أعمق حول التغيرات المناخية على سطح كوكب المريخ، ورسم خارطة توضح طبيعة طقسه الحالي عبر دراسة الطبقة السفلى من غلافه الجوي، ودراسة تأثير التغيرات المناخية على المريخ في تشكيل ظاهرة هروب غازي الأكسجين والهيدروجين من غلافه الجوي عبر دراسة العلاقة بين طبقات الغلاف الجوي السفلية والعلوية، وإجراء دراسات معمقة حول ظاهرة هروب غازي الأكسجين والهيدروجين من الغلاف الجوي لكوكب المريخ، ومعرفة أسباب حدوثها.
وسيكشف الأمل طبقات الغلاف الجوي لكوكب المريخ بشكل مفصل، فيوفر بيانات لدراسة: سبب التغيير المناخي الجذري في الغلاف الجوي للمريخ من الوقت الذي يمكن أن يتحمله الماء السائل إلى اليوم، عندما يكون الغلاف الجوي رقيق جدا بحيث أن المياه يمكن أن توجد فقط كجليد أو بخار، للمساعدة في فهم كيف ولماذا يفقد المريخ هيدروجينه وأكسجينه في الفضاء، والعلاقة بين المستويين العلوي والسفلي للغلاف الجوي للمريخ. إن هذهِ البيانات ستساعد أيضًا على نمذجة الغلاف الجوي للأرض ودراسة تطوره على مدى ملايين السنين. وسيسهل الحصول على معظم البيانات المكتسبة من المهمة إلى 200 جامعة ومعهد أبحاث في جميع أنحاء العالم لغرض تبادل المعرفة.

## المركبة الفضائية
وصل أول مسبار للمريخ من العالم العربي إلى موقع إطلاقه في اليابان بعد أن أبحر المسؤولون في بروتوكولات الحجر الصحي المتعلقة بالفيروس التاجي وقيود السفر لضمان إطلاق المركبة الفضائية في الوقت المحدد في 14 يوليو 2020. لكن الفيروس التاجي أجبر المسؤولين على تعديل الجدول الزمني، وقرر مديرو المهمة إرسال المسبار إلى اليابان سابقا. أجبر قرار شحن المركبة الفضائية إلى موقع الإطلاق المهندسين في دبي على تقليص بعض الاختبارات المخطط لها على المسبار، ولكن انتهت جميع الفحوصات الحرجة قبل مغادرة المركبة الفضائية إلى اليابان. ولقد أرسل المسؤولون 11 مهندسا وفنيا في أوائل أبريل إلى اليابان، حيث أمضوا أسبوعين في الحجر الصحي للتأكد من عدم ظهور أعراض مرض كوفيد-19 الفيروسي. في 20 أبريل 2020، غادرت المركبة الفضائية مركز محمد بن راشد للفضاء في دبي لبدء رحلة تستغرق أربعة أيام إلى تانيغاشيما. رُكبت المركبة الفضائية المعبأة داخل حاوية شحن يتحكم فيها بالمناخ على متن طائرة شحن من طراز أنتونوف أن-124 الأوكرانية الصنع من دبي إلى ناغويا، اليابان. وكانت المرحلة الأخيرة من الرحلة عبر سفينة، حملت المسبار من ناغويا إلى جزيرة تانيغاشيما في 24 أبريل 2020. ورافق ستة أعضاء من فريق بعثة الإمارات للمريخ المركبة الفضائية إلى اليابان. وبمجرد الوصول إلى هناك، بدأوا فترة الحجر الصحي الخاصة بهم لمدة أسبوعين وفقًا لتكليف من الحكومة اليابانية. وعندما أكملوا فترة الحجر الصحي، أنضم الموظفون إلى 11 مهندسًا وفنيًا من أجل الاختبار النهائي على المركبة الفضائية داخل غرفة نظيفة لتنظيف الحمولة في تانيغاشيما.

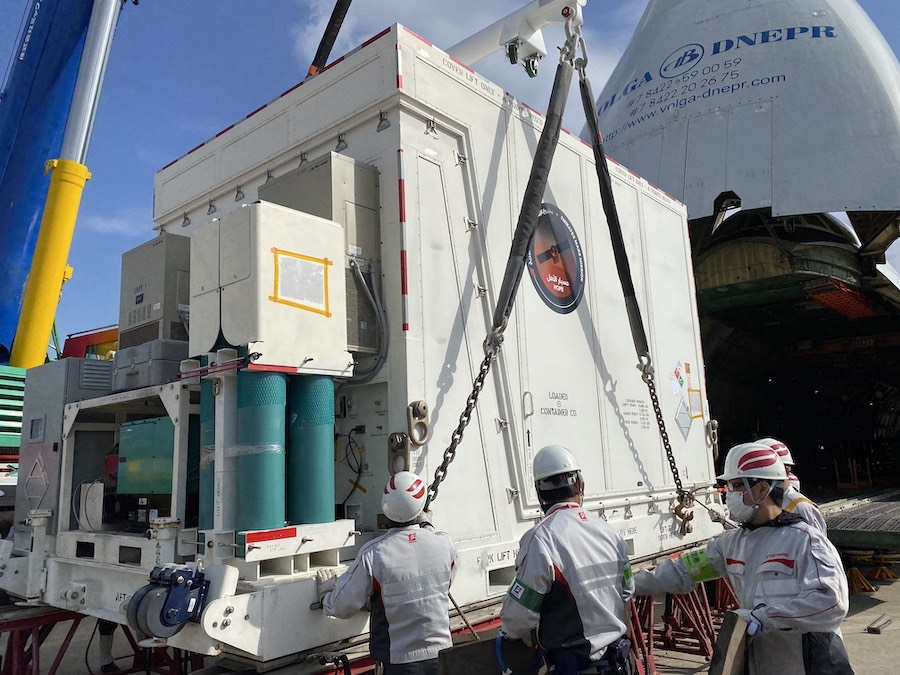
لحظة وصول المركبة، إلى اليابان في أواخر أبريل / نيسان على متن طائرة شحن أنتونوف من دبي.

### المواصفات
- الأبعاد: 3م {\displaystyle \times } 7.9م (مع ألواح شمسية مفتوحة)
- الوزن: 1350 كجم (يشمل الوقود)
- الطاقة: 600 واط من الطاقة لشحن البطاريات

لغرض الاتصال، استخدم المسبار هوائيًا عالي الكسب بقطر 1.5 متر. ينتج هذا الهوائي موجة راديوية ضيقة لكي تصل إلى الأرض. سيكون هناك أيضًا هوائيات منخفضة الكسب في بنية المسبار لكي تكون اتصالًا اتجاهيًا أقل عند عرض النطاق الترددي المنخفض، مقارنة بهوائي الكسب العالي. استعملت أجهزة تعقب النجوم لتحديد الموقع في الفضاء من خلال دراسة الأبراج المتعلقة بالشمس. 

### صاروخ الإطلاق (إتش 2 إيه)
نظام إطلاق مستهلك تديره شركة ميتسوبيشي للصناعات الثقيلة (MHI) لمنظمة استكشاف الفضاء اليابانية. عمل هذا الصاروخ على حمل (الأمل)، واطلق من مركز تانيغاشيما الفضائي.
في 16 يوليو 2020 نشرت وكالة الإمارات للفضاء ومركز محمد بن راشد للفضاء، معايير الإطلاق النموذجية لصاروخ الإطلاق (إتش 2 إيه) المستخدم في إطلاق مسبار الأمل؛ وذلك لتوضيح سبب تأجيل موعد الإطلاق، حيث تؤثر الظروف الجوية بشكل كبير على نجاح إطلاق المركبات الفضائية.
انطلق الصاروخ حاملًا المسبار من مركز تانيغاشيما الفضائي في الساعة 01:58 صباحًا 20 يوليو بتوقيت الإمارات.

## الأجهزة العلمية
يهدف مشروع الإمارات لاستكشاف المريخ «مسبار الأمل» إلى توفير أول صورة متكاملة للغلاف الجوي للمريخ. لذلك صممت ثلاثة أجهزة علمية حديثة خصيصاً لإتمام هذه المهمة ودراسة الجوانب المختلفة للغلاف الجوي للمريخ.
- مقياس طيفي بالأشعة تحت الحمراء (EMIRS): يحتوي هذا الجهاز مرآة دوارة تسمح للجهاز بإجراء عمليات مسح للمريخ، ويقوم بدور مقياس طيفي حراري بالأشعة تحت الحمراء، صمم لإعطاء فهم أفضل حول توازن الطاقة في مناخ المريخ الحالي من خلال توصيف حالة الطبقة السفلى من الغلاف الجوي للمريخ والعمليات التي تؤثر على الدورة النهارية للكوكب. وسيساعدنا فهمنا لتوازن الطاقة في تحديد مصادر الطاقة على المريخ وكيفية استهلاكها بجانب فهمنا لكيفية استجابة الطبقة السفلى من الغلاف الجوي للكوكب الأحمر للإشعاع الشمسي على مدار اليوم وباختلاف الفصول. وعلى وجه التحديد سيستخدم هذا المقياس للبحث في الحالة الحرارية للطبقة السفلى من الغلاف الجوي، والتوزيع الجغرافي للغبار وبخار الماء والجليد المائي.
- كاميرا الاستكشاف الرقمية (EXI): كاميرا إشعاعية متعددة الطول الموجي، قادرة على التقاط صور بدقة 12 ميجا بكسل مع الحفاظ على التدرج الإشعاعي اللازم للتحليل العلمي المفصل. وتم تطويرها من خلال تعاون مشترك بين مركز محمد بن راشد للفضاء ومختبر فيزياء الغلاف الجوي والفضاء. وتم تصميم الكاميرا بحيث تكون مرنة في اختيار دقة الصورة ومناطق التركيز وعدد الإطارات وعرض النطاق الترددي وذاكرة كبيرة للاحتفاظ بالصور الملتقطة. والعدسة مكونة من عدستين مزدوجتين مع مسارين منفصلين لحزم الأشعة. وهي عدسة من النوع المركب تستخدم لالتقاط صور عالية الدقة ومنخفضة التشويه للمريخ. ويمكن للبعد البؤري القصير للعدسة أن يخفض من مقدار الزمن اللازم للتعريض الضوئي إلى وقت قصير جداً لالتقاط صور ثابتة أثناء الدوران حول الكوكب. ويتكون مستشعر الكاميرا من مصفوفة أحادية اللون بدقة 12 ميجا بكسل أبعادها 3:4. ويمكن التقاط الصورة وتخزينها على شريحة الذاكرة بحيث يمكن التحكم في حجم الصورة ودقتها مما يقلل من معدل نقل البيانات بين المسبار ومركز التحكم الأرضي. ويستطيع المستشعر التقاط 180 صورة عالية الدقة في المرة الواحدة ويعني ذلك أنك تستطيع تصوير فيلم بدقة 4K إذا أردت. ويعتبر استخدام المرشحات المنفصلة ميزة إضافية يمكنها توفير دقة أفضل لكل لون من الألوان. كذلك فإنها توفر تفاصيل أكثر دقة في الصورة مما يساهم في تقليل درجة عدم اليقين عند قياس الإشعاع للتصوير العلمي. أما فيما يخص عدسة الأشعة فوق البنفسجية فسيكون نطاق التردد للموجات قصيرة الطول بين (245-275) نانومتر بينما سيكون نطاق التردد للموجات الطويلة بين (305 – 335) نانومتر، أما بالنسبة لنظام العدسة الأخرى فسيكون تردد اللون الأحمر (625 – 645) نانومتر واللون الأخضر (506 – 586) نانومتر واللون الأزرق (405 – 469) نانومتر.
- مقياس طيفي بالأشعة فوق البنفسجية (EMUS): هذا الجهاز عبارة عن مطياف تصوير بالأشعة فوق البنفسجية طويل المدى لديه القدرة على قياس الأشعة فوق البنفسجية التي تقع في النطاق بين 100 إلى 170 نانو متر، مع دقة طيفية تتراوح بين 1.3 و1.8 نانومتر. ويكون بذلك لديه القدرة على إجراء القياسات المطلوبة لغازات الهيدروجين والأكسجين وأول أكسيد الكربون ضمن المهمة. ويتكون هذا المطياف من تلسكوب أحادي العدسة يُغذي مطياف التصوير المزود بدائرة رولاند، والمجهز لعملية عدّ الفوتونات وتحديد موقعها. ويصل دقة مقياس المطياف في تحديد الأماكن للمسافات التي تقل عن 300 كم عن السطح، وهي مسافة كافية لتمييز الاختلاف المكاني بين الغلاف الحراري للمريخ الذي يقع على ارتفاع (100 – 200 كم)، والغلاف الخارجي الذي يقع على ارتفاع أعلى من 200 كم متر. وستتضمن نتائج المطياف ما لا يقل عن 6 صور للغلاف الحراري للمريخ في كل دورة حول الكوكب، وما لا يقل عن 6 صور داخلية لهالات الأكسجين والهيدروجين، و5 صور خارجية لهالات الهيدروجين في الدورة الواحدة. وقد تم تصميم هذا الجهاز بالشراكة بين مركز محمد بن راشد للفضاء، ومختبر فيزياء الغلاف الجوي والفضاء في جامعة كولورادو – بولدر، ومختبر علوم الفضاء في جامعة كاليفورنيا – بيركلي.

## الفريق
ينقسم فريق البعثة إلى سبع مجموعات بما في ذلك المركبات الفضائية، والخدمات اللوجستية، عمليات البعثة، إدارة المشاريع، والتعليم والعلوم والتوعية، المحطة الأرضية، ومركبة الإطلاق. يرأس الفريق عمران شرف، الذي يعمل مديرًا للمشروع ومسؤولًا عن إدارة ودعم المهام الجارية المتعلقة ببعثة الإمارات إلى المريخ.
سارة الأميري هي نائبة مدير المشروع وكبيرة الباحثين العلميين، والتي تقود الفريق في تطوير أهداف المهمة ومواءمة البرامج المتعلقة بأجهزة مسبار الأمل.وقد أشير إلى أن البعثة لديها القدرة على تقديم مساهمة دائمة في اقتصاد وشعب الإمارات العربية المتحدة.

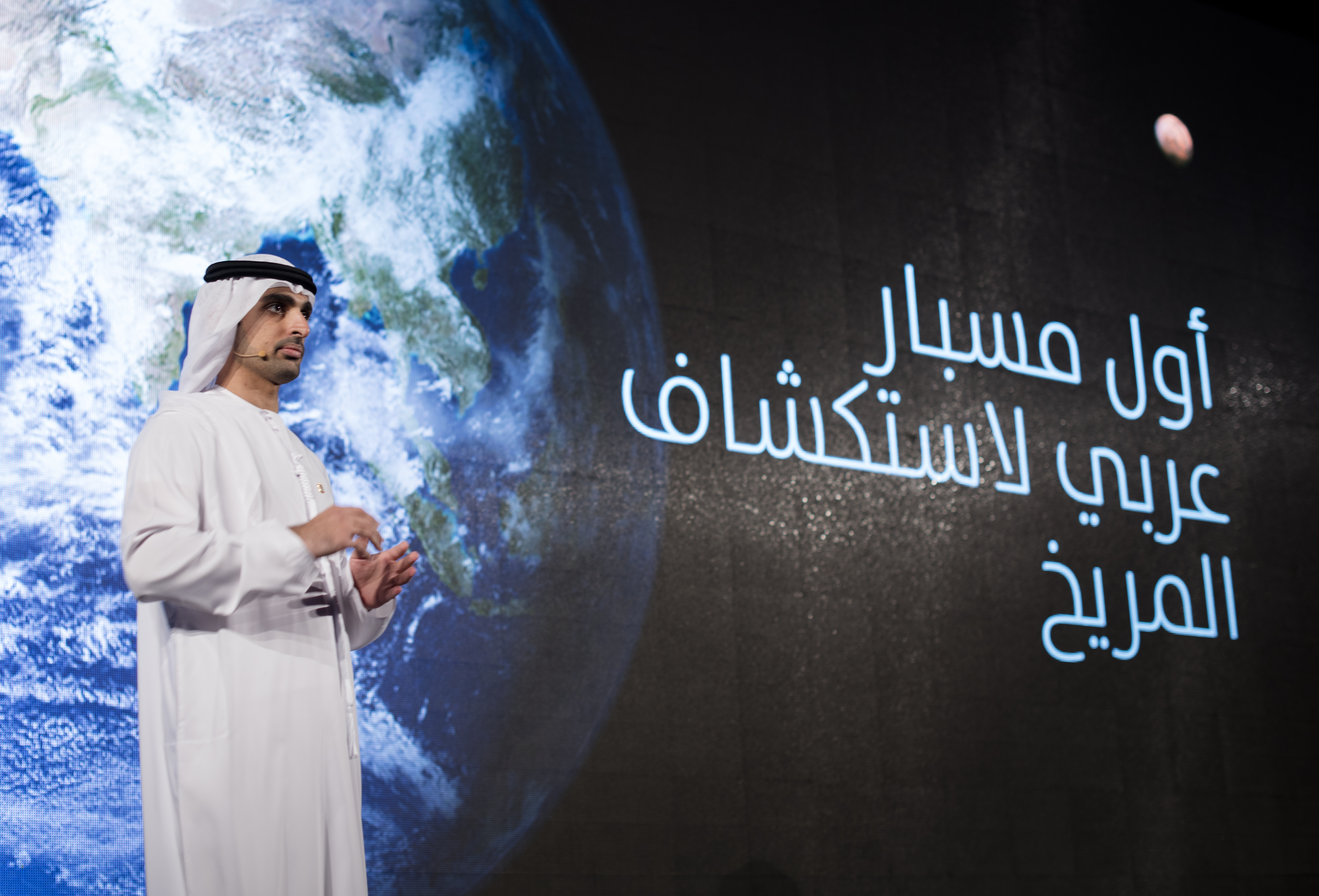

## فريق المهمة
يضم فريق المهمة 200 مهندسًا إماراتيًا و200 مهندسًا وعالمًا في معاهد شريكة في الولايات المتحدة.
- عمران شرف، مدير للمشروع
- سارة الأميري، نائبة مدير المشروع
- إبراهيم حمزة القاسم، نائب مدير المشروع
- زكريا الشامسي، نائب مدير المشروع للعمليات.

## مساهمات مسبار الأمل في المجتمع العلمي
- وفر «مسبار الأمل» منذ وصوله إلى مدار المريخ في 9 فبراير 2021، وحتى ابريل 2025 حوالي 12 حزمة من البيانات العلمية للغلاف الجوي للكوكب الأحمر، بإجمالي بلغ 5.4 تيرابايت، وبصورة مجانية بالاشتراك مع 200 جهة علمية وبحثية حول العالم، عبر منصة البيانات العلمية الخاصة بالمشروع.[26]

غيوم المريخ - المدار 47 -مسبار الأمل

- غيوم المريخ - المدار 47 -مسبار الأملتمكّن «مسبار الأمل»، من رصد أودية وجبال وحفر ضبابية في المريخ، ليعزز مساهمته في توفير صورة شاملة عن مناخ المريخ وطبقات غلافه الجوي المختلفة. [26]
- تم نشر 18 ورقة علمية وبحثية في مجلّات علمية عالمية ومرموقة، تدعم دراسات الباحثين والعلماء في العالم، وتعزز نمو الأبحاث التي يجريها الطلاب والعلماء والباحثون الإماراتيون.[27]
- التقط ملاحظات غير مسبوقة لقمر المريخ الأصغر «ديموس»،  باستخدام الأجهزة العلمية الثلاث للمسبار، خلال مروره لأقرب نقطة من القمر على مسافة تقارب 100 كيلومتر فقط، وتعد الأقرب لمركبة فضائية منذ مهمة «فايكنغ» عام 1977.[27]
- توفير الخرائط اليومية للغبار والجليد على مدار عام مريخي كامل، أي ما يعادل عامين أرضيين[28]
- قدم مسبار الأمل  ولأول مرة في تاريخ البشرية صوراً تعطي  صورة شاملة لظاهرة الشفق المنفصل في الغلاف الجوي للمريخ أثناء الليل باستخدام الأشعة الفوق بنفسجية البعيدة، [29]

## انظر أيضًا

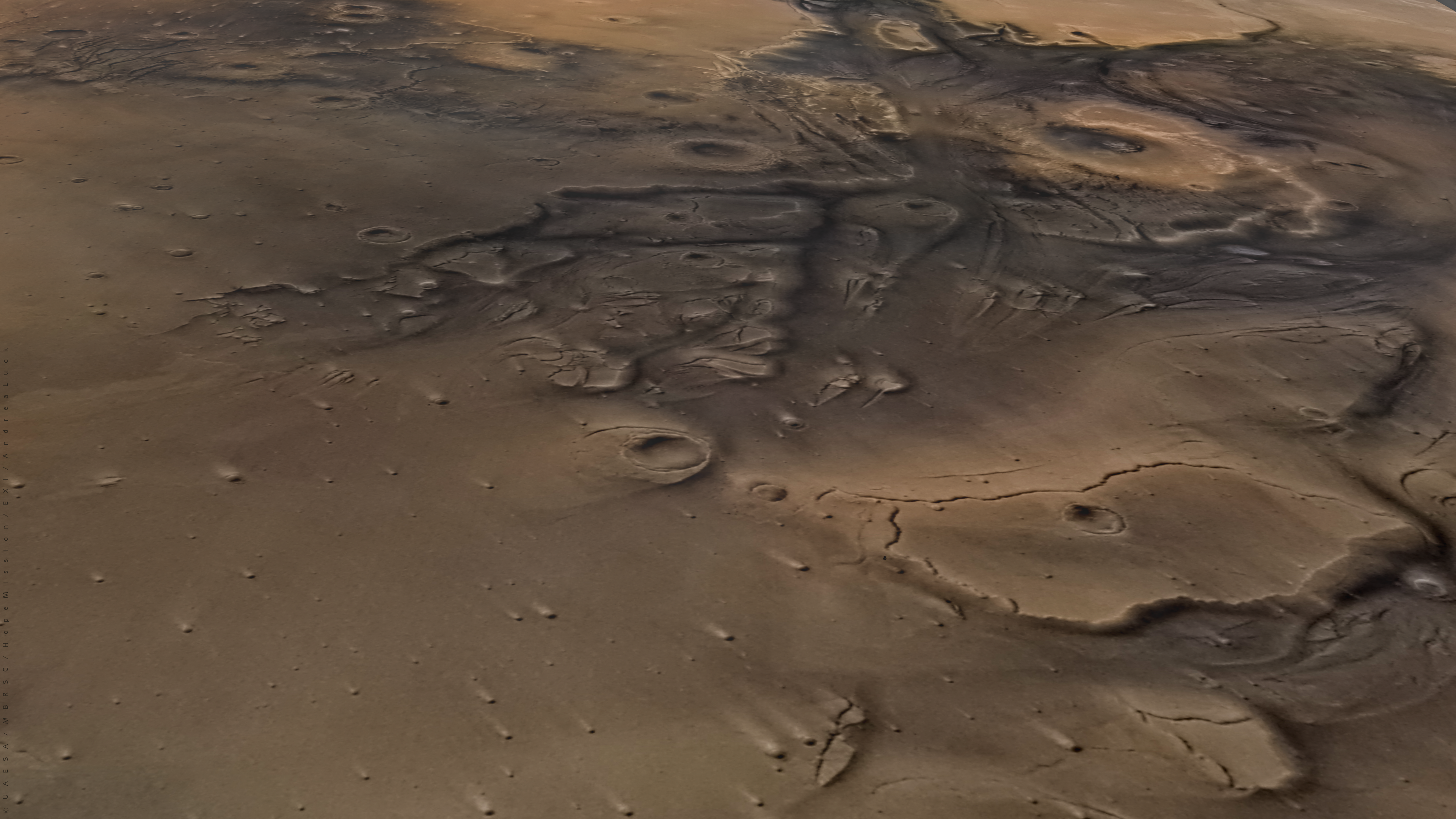
المريخ - وادي كاسي، فوهة شارونوف وكريس بلانيتيا -مسبار الأمل